# Gugu and Andile
Gugu and Andile es una película dramática sudafricana de 2008 dirigida por Minky Schlesinger y protagonizada por Daphney Hlomuka, Neil McCarthy y Lungelo Dhladhla.

## Sinopsis
En el marco de la lucha por la democracia que provoca agitación en las calles de Sudáfrica en 1993 se desarrolla la historia de Gugu, una joven zulú de dieciséis años, enamorada de un chico de la etnia xhosa, Andile, en contra de los deseos de sus respectivas comunidades.

## Elenco
- Daphney Hlomuka es Ma'Lizzie
- Neil McCarthy es el padre John
- Litha Booi es Andile Mcilongo
- Lungelo Dhladhla es Gugu Dlamini
- Jabulani Hadebe es Mandla Dlamini

## Premios y nominaciones
Recibió 10 nominaciones y ganó 3 premios de la Academia de Cine de África 2009, incluidos Mejor película en lengua africana, Actor más prometedor y Actriz más prometedora. También participó en la categoría Mejor Película de televisión en el festival de cine FESPACO 2009 en Burkina Faso, el más grande y antiguo de los festivales de cine en el continente africano.